# Двойник дьявола
«Двойник дьявола» (англ.  The Devil's Double) — драматический фильм 2011 года режиссёра Ли Тамахори, в главных ролях Доминик Купер, Филип Квост, Людивин Санье и Раад Рави. Премьера состоялась 22 января 2011 года на Кинофестивале «Сандэнс». Фильм основан на книге-биографии Латифа Яхиа, двойника-«ловца пуль» Удея Хуссейна. В России фильм вышел в прокат 11 августа 2011 года.

## Сюжет
Старший сын Саддама Хусейна, Удей, следуя примеру своего отца, находит двойника, своего одноклассника, Латифа Яхи. Того тайно увозят с иранского фронта и объявляют погибшим. Под угрозой расправы над своей семьей, Латиф соглашается стать копией главного иракского насильника. Удей разрешает ему носить его одежду, жить в его доме, пользоваться всем, но запрещает прикасаться к своим женщинам.
На одной из вечеринок Латиф знакомится с Сарраб, любовницей Удея, и заинтересовывается ей. Сбежав с вечеринки, чтобы увидеть семью, Латиф подвергается жестокому избиению со стороны Удея и повинуется его желаниям. Его представляют самому Саддаму, он участвует в агитации иракских солдат на линии фронта против Кувейта и подвергается покушению со стороны курдов, принявших его за Удея, но продолжает постоянно играть роль «двойника дьявола».
Во время очередного рейда на улицах Багдада в поисках красивых девушек Удей похищает школьницу, привозит в свой дом, накачивает наркотиками, зверски насилует, а после её труп выбрасывают на свалку. Во время одной из вечеринок Удей убивает помощника Саддама в приступе гнева под действием алкоголя и наркотиков. К Латифу приходит Сарраб, она застает, как тот репетирует речь, подражая Удею. Они занимаются сексом, а помощник Удея, Мунем, уничтожает видеозапись.
Удей в очередной раз совершает рейд по улицам Багдада, попадает на свадьбу и насилует невесту. Девушка, не выдержав позора, кончает жизнь самоубийством, сбросившись с крыши. Вскоре к Латифу приходит отец школьницы, которую убили по приказу Удея. Удей говорит её отцу, что его дочь была шлюхой, и велит Латифу убить его. Латиф отказывается, тогда Удей угрожает убить самого Латифа. Латиф, в насмешку, режет себе вены. Вскоре он оказывается в своей семье, где отец советует ему сбежать, но Латиф отвечает что это бесполезно — Удей найдет его везде, а если нет — то возьмётся за него, отца.
Позже они с Сарраб всё-таки сбегают. Та признаётся, что устала от такой жизни, что у неё есть дочь и просит помочь им. Но Удей находит их, где бы они ни были. Латиф догадывается, что Сарраб передает Удею, где они находятся, и прогоняет её. Вскоре Удей убивает отца Латифа.
И тогда Латиф с помощью Сааба, жениха той женщины, что Удей изнасиловал на её собственной свадьбе, совершает покушение на Удея. На улице Удей на своей машине подлавливает очередную красотку. Сааб перегораживает ему дорогу, но выстрелить из винтовки не успевает, его убивают телохранители, однако подбежавший Латиф расстреливает Удея из пистолета. Но не убивает, а только простреливает низ живота. Убегая от погони, он открывает своё лицо пытающемуся задержать его телохранителю Удея и тот, в благодарность за то, что Латиф не убил его на стоянке, отпускает Латифа.

## В ролях
- Доминик Купер — Латиф Яхиа / Удей Хусейн
- Филип Квост — Саддам Хусейн
- Людивин Санье — Сарраб
- Латиф Яхиа — Хусейн Камель
- Раад Рави — Мунем
- Мехмет Ферда — Камель Ханна
- Дар Салим — Аззам аль-Тикрити
- Халид Лаит — Яссем аль-Хелу
- Пано Масти — Саид Камунех
- Нассер Мемарзиа — отец Латифа

## Съёмки
Съёмки фильма проходили на Мальте.
На Мальте, в отличие от Ирака, автомобильное движение — левостороннее. Поэтому в фильме использованы автомобили с правым рулем, что не соответствует иракским реалиям.